# Roland Glenn
Roland Glenn az amerikai Szökés című sorozat egyik kitalált szereplője. James Hiroyuki Liao alakítja. A karaktert a sorozat negyedik évadának második epizódjában ismerjük meg, amikor is csatlakozik a CÉG megbuktatására összejött csapathoz.

## Szerepek

### 4. évad
Rolandot Don, a kormányügynök fogadja fel, hogy segítsen a bandának a CÉG ellenében. Számítógépes hackerként jól ért a programok feltöréséhez, eléréséhez.
Az évad második epizódjában segít Michaeléknek leolvasni a merevlemezt, ami a CÉG fekete könyvéhez kell, de rájönnek, hogy az csak egy része az adatoknak és meg kell szerezniük még öt merevlemezt, hogy teljes legyen a kép. A harmadik részben segít Michaelnek megszerezni fontos e-maileket a CÉG-ről, valamint a találkáról, ami a kártyahordozók között történik.
A következő epizódban sikerül megszerezni a második kártya tartalmát is Roland szerkentyűjének segítségével. Az elkövetkezendő részekben kisebb-nagyobb segítségekkel sikerül öt kártya tartalmát megszereznie a csapatnak Roland készülékével. 
A hetedik, Five the Hard Way epizódban Las Vegasba utazik Lincolnnal, Sarával és Sucréval, hogy az ötödik kártya tartalmát le tudják másolni, azonban egy kaszinóban lebukik és elveszik tőle a készülékét. Mikor ezek után Michaelék kérdőre vonják a következő, The Price részben, valamint kirekesztik a további csapatmunka alól, Roland ellenük fordul. Üzeneteket vált Wyatt-el, hogy megfelelő pénz fejébe feladja a csapatot. Mikor azonban találkozik a bérgyilkossal, terve nem sikerül, mivel Wyatt először meglövi mindkét lábát, majd pedig hasba lövi és az epizód végén Michael karjaiban hal meg.